# Ланаї
Острів Ланаї (англ. Lanai, гав. Lāna'i) — шостий за величиною острів архіпелагу Гаваї, площею приблизно 364 км².
Завдовжки 29 км. Знаходиться на південь від острова Молокаї через протоку Калогі (англ. Kalohi Channel) і на захід від острова Мауї через Канал Ау-ау (англ. ’Au’au Channel).
Ланаї має ще одну назву «Ананасовий острів», тому що острів мав велику ананасову плантацію. На острові тільки одне місто — Ланаї Сіті (англ. Lana’i City).
Станом на 2000 рік населення острова Ланаї становило 3 193 особи.

## Історія
Ланаї був уперше відкритий європейцями 25 лютого 1779 року, коли капітан Клерк (англ. Clerke) побачив острів з борту судна Джеймса Кука «Резолюшн». Клерк узяв командування судном на себе після того, як Кука убили в затоці Кеалакекуа (англ. Kealakekua) 14 лютого, і покинув острови у напрямку півночі Тихого океану.
1922 року Джеймс Доул (англ. James Dole), президент Hawaiian Pineapple Company (пізніше Dole Food Company), придбав увесь острів Ланаї і перетворив велику частину острова в найбільшу у світі ананасову плантацію.
1985 року острів Ланаї потрапив під контроль Дейвіда Говарда Мурдока (англ. David H. Murdock), в результаті купівлі компанією Castle & Cooke.
У червні 2012 року острів викупив Ларрі Еллісон, засновник компанії Oracle Corporation. Йому належить 98% території острова, решту 2% належить штату Гаваї.